# Jõgeva (Stadt)
Jõgeva (deutsch: Laisholm) ist eine Kleinstadt in Estland. Sie ist die Hauptstadt des Landkreises Jõgeva.

## Geografie
Bis 2017 wurde das Stadtgebiet (linn) von der eigenständigen Landgemeinde Jõgeva umschlossen. Seither bilden beide die Landgemeinde Jõgeva.

## Geschichte
Die Stadt Jõgeva erhielt am 1. Mai 1938 die Stadtrechte. Auch hält sie den Kälterekord Estlands: −43,5 °C (17. Januar 1940).

## Städtepartnerschaften
- Keuruu (Finnland), seit 9. Mai 1991
- Karlstad (Schweden) seit 9. Mai 1992
- Kaarina (Finnland), seit 21. Januar 2005

## Einwohnerentwicklung
- 1959: 2496
- 1970: 3644
- 1979: 5389
- 1989: 7035
- 2006: 6117

## Söhne und Töchter der Stadt
- Elisabet „Betti“ Alver (1906–1989), Dichterin
- Alo Mattiisen (1961–1996), Komponist, trug zur Singenden Revolution bei
- Erki Pütsep (* 1976), Radrennfahrer
- Erkki Keldo (* 1990), Politiker
- Marten Liiv (* 1996), Eisschnellläufer
- Aleksandr Selevko (* 2001), Eiskunstläufer

## Galerie

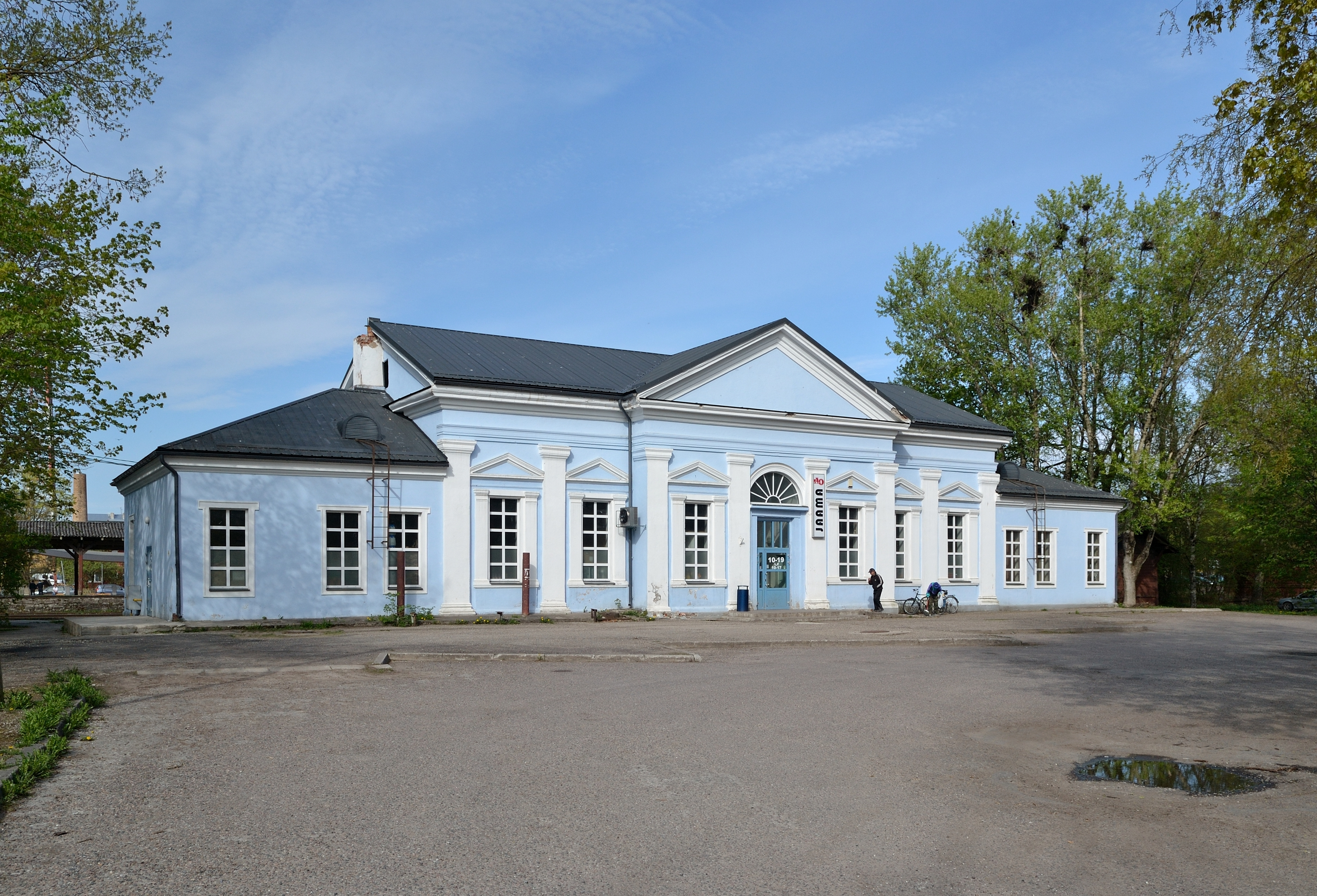
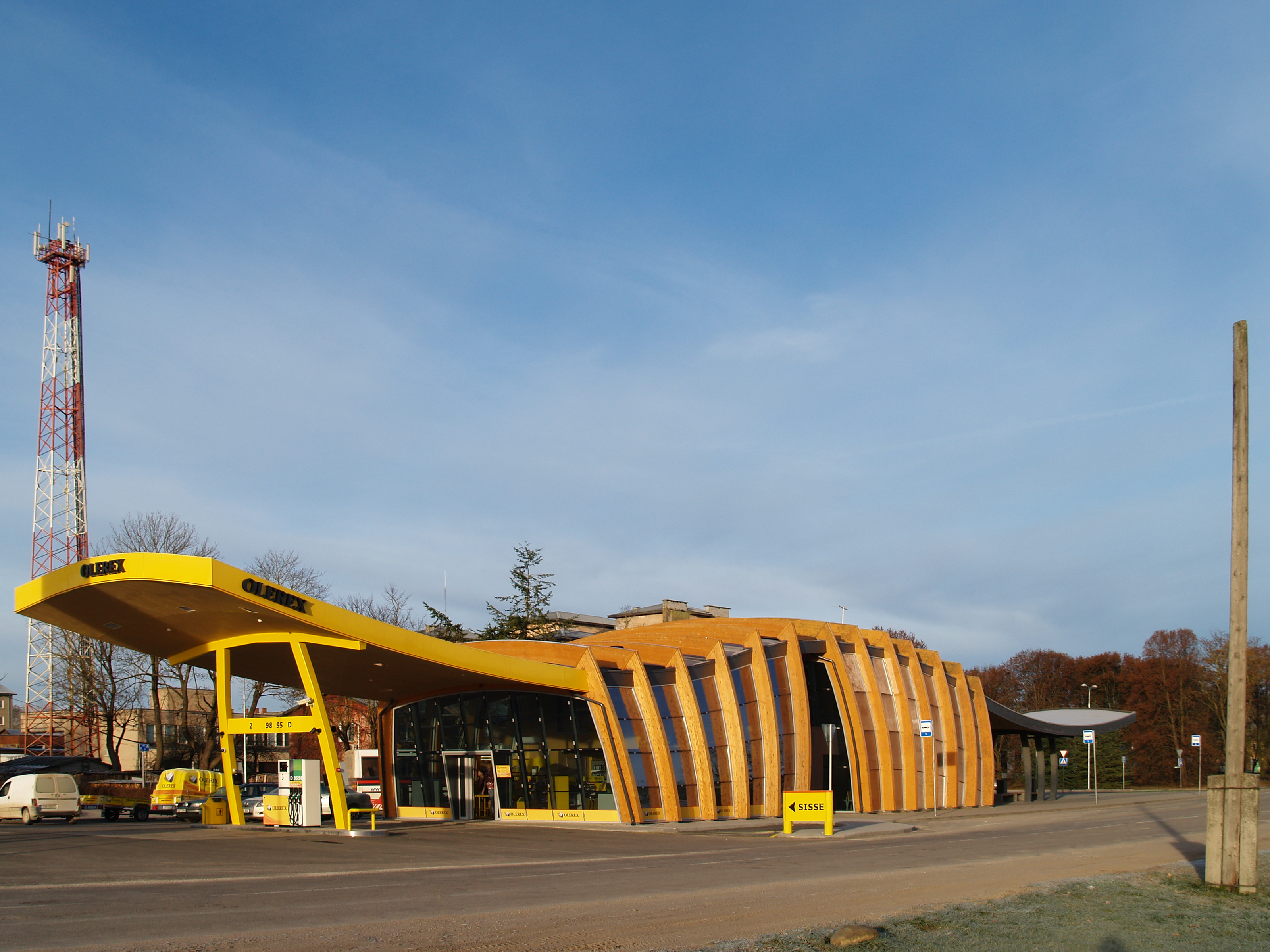
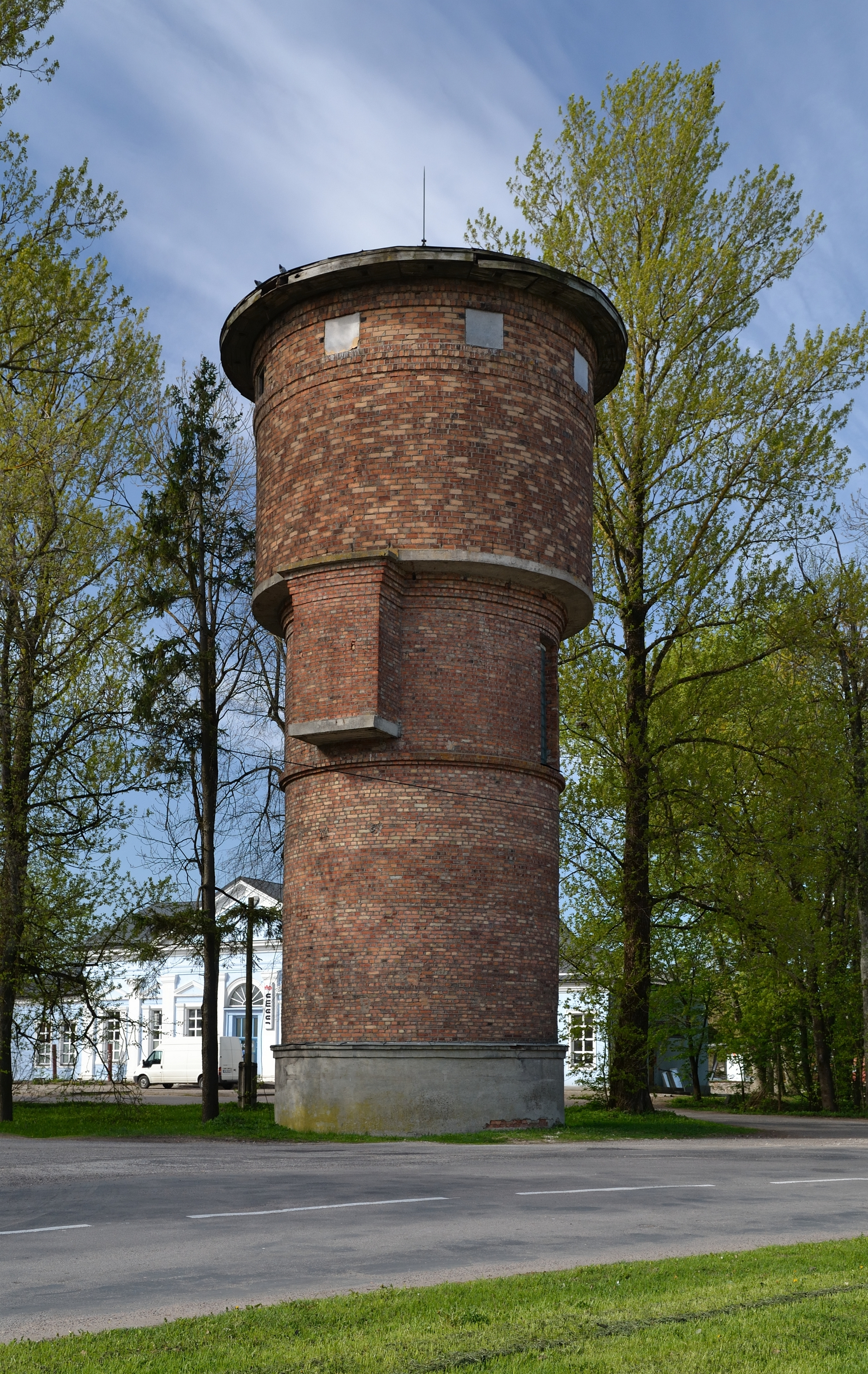
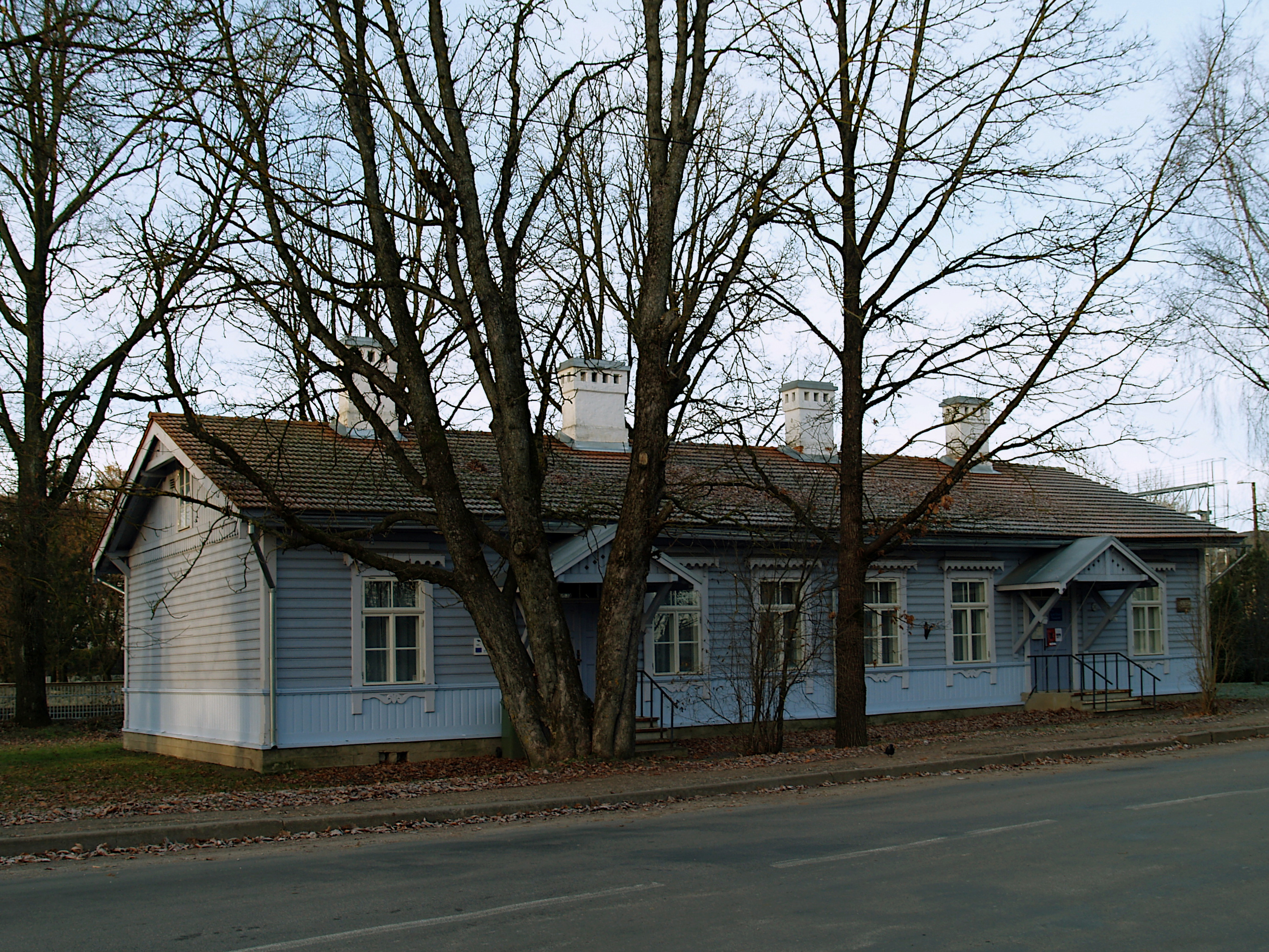
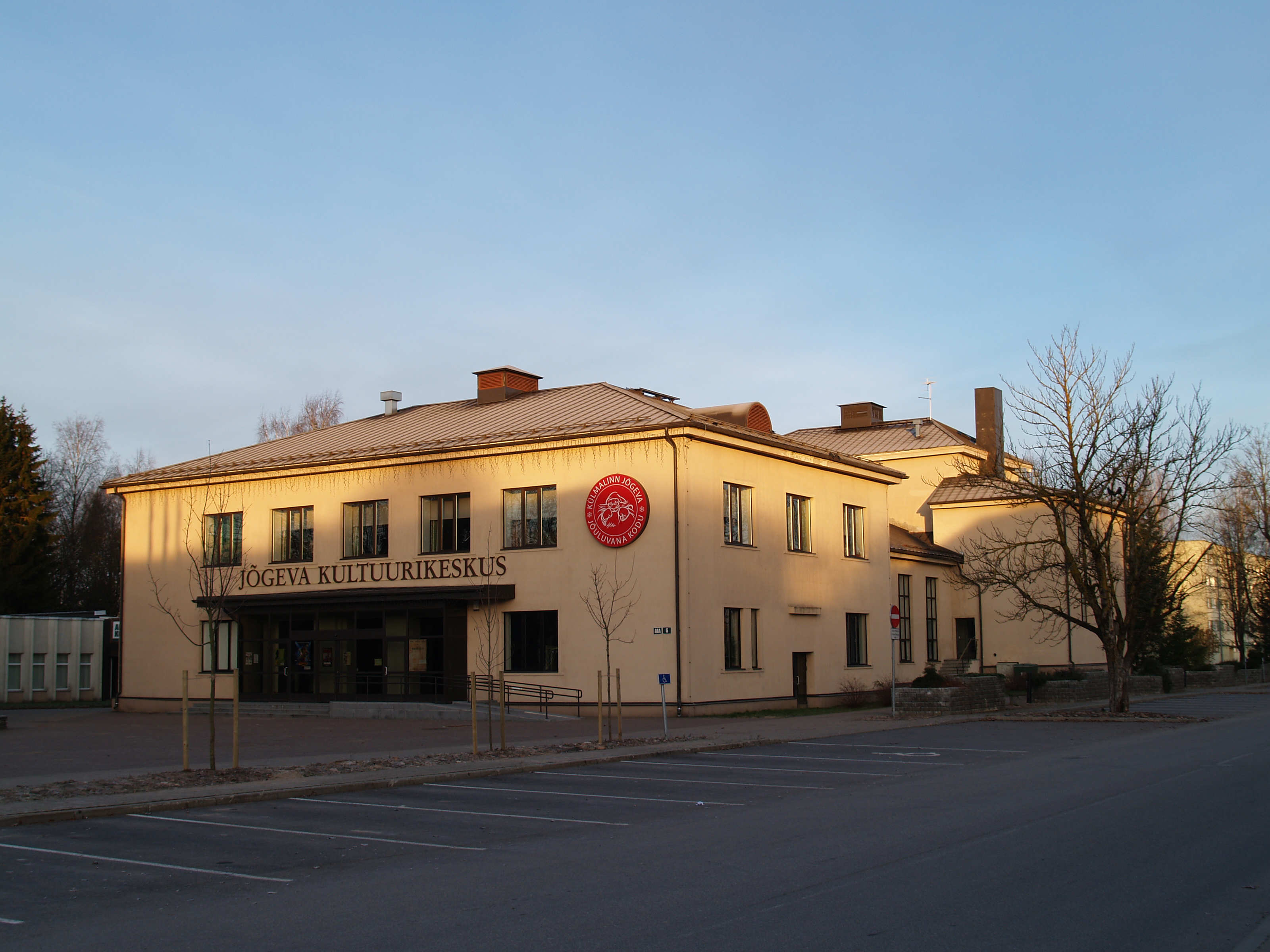